# Едуардо Сальвіо
Едуардо Сальвіо (ісп. Eduardo Salvio, нар. 13 травня 1990, Авельянеда) — аргентинський футболіст, півзахисник клубу «Бока Хуніорс».
Найбільших результатів досяг у Європі, виступаючи за «Атлетіко», з яким двічі виграв Лігу Європи, а також «Бенфіку», з якою виграв понад десять португальських національних трофеїв.

## Клубна кар'єра
Народився 13 травня 1990 року в місті Авельянеда. Вихованець футбольної школи клубу «Ланус». Дебютував за основний склад 24 серпня 2008 року в матчі проти «Бока Хуніорс». 24 жовтня він забив свої перші голи в чемпіонаті, двічі вразивши ворота «Архентінос Хуніорс». Всього провів за рідний клуб два сезони, взявши участь у 41 матчі чемпіонату.
22 січня 2010 року мадридський «Атлетіко» підписав форварда за 8 000 000 євро. Також на нього претендували «Зеніт» та «Галатасарай». Дебютував за «матрацників» 28 лютого у матчі 24-го туру проти «Валенсії», вийшовши на заміну на 89-й хвилині замість Сімау Сабрози. Перші голи забив 25 квітня у матчі проти «Тенеріфе». У Лізі Європи того сезону зіграв 8 матчів, в тому числі і фінальний, де «Атлетіко» переміг, завдяки чому аргентинець виграв перший трофей у кар'єрі.
20 серпня 2010 року був відданий в річну оренду португальській «Бенфіці», крім того лісабонський клуб також викупив 20 % прав на гравця за € 2,5 млн. Вигравши з командою Кубок португальської ліги в кінці сезону аргентинець повернувся до «Атлетіко». Під проводом свого співвітчизника Дієго Сімеоне Сальвіо став важливим гравцем «матрацників». Хоча він і не став провідним гравцем, він мав важливу роль у сезоні, і особливо в перемозі у Лізи Європи, де він зіграв 16 ігор. Найбільш важливим був його внесок в першому матчі чвертьфіналу проти німецького клубу «Ганновер 96», де він забив гол на в 89-й хвилині гол, який дозволив клубу перемоги 2:1, а потім і вийти в наступний етап. Також Едуардо зіграв і у фіналі, хоча і вийшов у кінцівці гри, яку його партнери розгромно завершили 3:0.

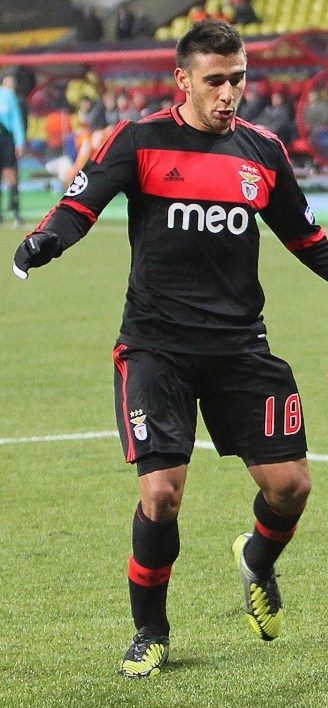
Едуардо Сальвіо під час виступів за «Бенфіку». 2012 рік.

31 липня 2012 року «Бенфіка» і «Атлетіко» домовилися про те, що португальці за 11 мільйонів євро викуплять інші вісімдесят відсотків прав на гравця. З рештою двадцятьма, які клуб викупив раніше, сума трансферу склала 13,5 мільйонів євро, перевищивши попередній рекорд лісабонців у розмірі 12 мільйонів євро, сплачений «Барселоні» за Сімау Саброзу в 2001 році.
Сезон 2012/13 для «Бенфіки» виявився без жодного трофею — у чемпіонаті вони поступились одним очком «Порту», а у національному кубку у фіналі програли «Віторії» (Гімарайнш). Також у тому сезоні Сальвіо зіграв свій другий поспіль, та третій за кар'єру, фінальний матч Ліги Європи, цього разу відігравши усі 90 хвилин. Але і тут лісабонці не змогли здобути трофей, поступившись англійському «Челсі» (1:2) — на 93-й хвилині переможний гол забив Бранислав Іванович.
На початку сезону 2013/14 років Сальвіо зазнав серйозної травми, яка змусила його пропустити практично усю першу половині сезону. У лютому 2014 року він знову з'явився на полі і допоміг клубу виграти усі три національних титули: чемпіонат, Кубок Португалії, а також Кубок португальської ліги. На європейській арені результат був таким же, як у попередньому сезоні: «Бенфіка» зайняла третє місце груповому етапі Ліги чемпіонів і вийшла у Лігу Європи, досягла фіналу. Таким чином Сальвіо третій рік поспіль виходив з командами у фінал Ліги Європи, але цього разу він і не міг взяти участь у грі через дискваліфікацію за перебір жовтих карток у матчі півфіналу. У фіналі «Бенфіка» знову програла, цього разу по пенальті, іспанській «Севільї». 10 серпня 2014 року Сальвіо зіграв у Суперкубку Португалії проти «Ріу Аве» і допоміг їй здобути титул в серії пенальті. Таким чином за рік Сальвіо з командою виграв усі чотири національні трофеї Португалії.
У сезоні 2014/15 років «Бенфіка» знову стала чемпіоном. У матчі, в якому клуб виграв титул, Сальвіо був замінений через травму. Через кілька днів воно було підтверджено, що аргентинець отримав травму коліна, яка перешкодила йому зіграти у фінал Кубку Ліги, в якому «Бенфіка» виграла титул, обігравши «Марітіму».
Більшу частину наступного сезону 2015/16 років Сальвіо пропустив через травму і повернувся на поле лише 12 лютого 2016 року. У тому сезоні клуб виграв чемпіонат, Кубок ліги і Суперкубок, але Едуардо робив поодинокі замінні виступи, оскільки йому не вдалося повернути собі справжню форму. Лише з наступного сезону Сальвіо знову став важливою частиною команди, після того як 16 червня 2016 року продовжив свій контракт з Бенфікою ще два сезони. 28 жовтня 2016 року, після того, як Едуардо забив гол у матчі проти «Пасуш-де-Феррейри» (3:0), Салвіо став аргентинцем з найбільшою кількістю м'ячів, забитих за «Бенфіку» (42 голи), перевершивши рекорд колишнього товариша по команді Ніколаса Гайтана. У цьому ж сезоні Сальвіо допоміг клубу отримати сввій четвертий поспіль титул чемпіона Португалії, а 29 травня 2017 року під час фіналу Кубка Португалії, він забив головою у матчі проти «Віторії» (Гімарайнш) вирішальний гол (2:1) і приніс команді черговий трофей, а також був названий найкращим гравцем матчу. Всього відіграв за лісабонський клуб 147 матчів у національному чемпіонаті.
18 липня 2019 повернувся на батьківщину, ставши гравцем «Боки Хуніорс».

## Виступи за збірні

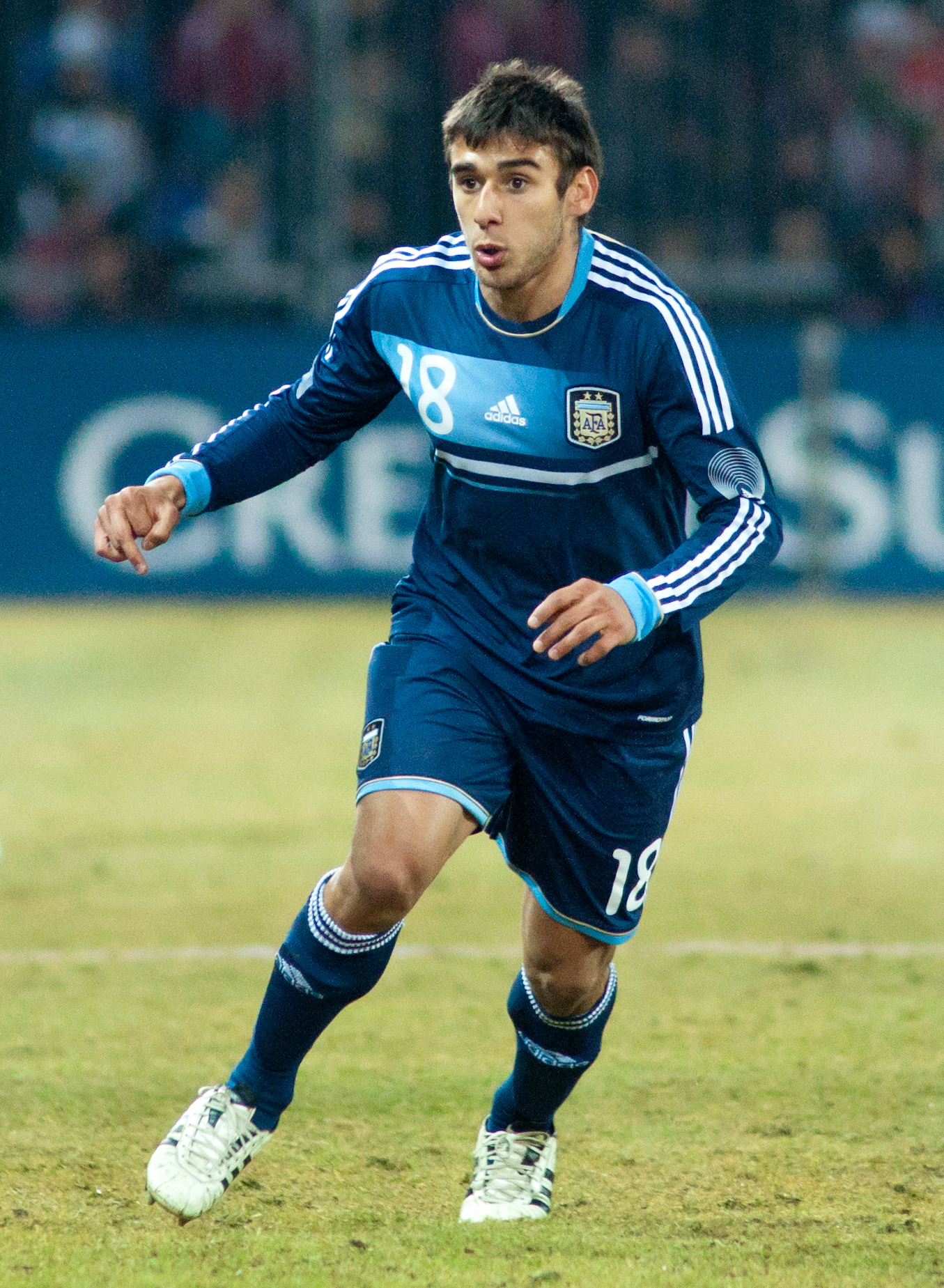
Едуардо_Сальвіо у складі збірної Аргентини. 2012 рік.

2007 року у складі юнацької збірної Аргентини до 17 років він брав участь у юнацькому чемпіонаті Південної Америки, ставши бронзовим призером турніру. Цей результат дозволив команді кваліфікуватись на юнацький чемпіонат світу, який пройшов того ж року у Південній Кореї. Сальвіо провів на турнірі всі п'ять ігор, а збірна вилетіла у чвертьфіналі від майбутніх тріумфаторів «мундіалю» нігерійців.
Протягом 2008—2009 років залучався до складу молодіжної збірної Аргентини, з якою поїхав на молодіжний чемпіонат Південної Америки 2009 року у Венесуелі, де з 4 голами став найкращим бомбардиром своєї збірної, але Аргентина не змогла вийти з групи.
20 травня 2009 року дебютував в офіційних іграх у складі національної збірної Аргентини в товариському матчі проти збірної Панами. Аргентинська збірна, що складалась тільки з гравців місцевої Прімери перемогла 3:1. Також 22 грудня зіграв один неофіційний матч проти Каталонії (2:4).
Сальвіо не був основним гравцем «біло-блакитних», тим не менш був включений у заявку команди на чемпіонат світу 2018 року у Росії.
| Дата       | Місто        | Господарі         | Результат | Гості     | Турнір            | Голи | Примітки |
| ---------- | ------------ | ----------------- | --------- | --------- | ----------------- | ---- | -------- |
| 20-5-2009  | Санта-Фе     | Аргентина         | 3 – 1     | Панама    | товариський матч  | -    | 59'      |
| 30-3-2011  | Сан-Хосе     | Коста-Рика        | 0 – 0     | Аргентина | товариський матч  | -    | 66'      |
| 7-10-2011  | Буенос-Айрес | Аргентина         | 4 – 1     | Чилі      | Відбір до ЧС 2014 | -    | 79'      |
| 29-2-2012  | Берн         | Швейцарія         | 1 – 3     | Аргентина | товариський матч  | -    | 70'      |
| 14-11-2012 | Ер-Ріяд      | Саудівська Аравія | 0 – 0     | Аргентина | товариський матч  | -    | 46'      |
| 13-6-2017  | Сінгапур     | Сінгапур          | 0 – 6     | Аргентина | товариський матч  | -    |          |
| 11-10-2017 | Кіто         | Еквадор           | 1 – 3     | Аргентина | Відбір до ЧС 2018 | -    | 90+1'    |
| 11-11-2017 | Москва       | Росія             | 0 – 1     | Аргентина | товариський матч  | -    | 78'      |
| Усього     |              | Матчів            | 8         |           | Голів             | 0    |          |

## Титули і досягнення
- Чемпіон Португалії (5):

«Бенфіка»: 2013–14, 2014–15, 2015–16, 2016–17, 2018–19
- Володар Кубка Португалії (2):

«Бенфіка»: 2013–14, 2016–17
- Володар Кубка португальської ліги (4):

«Бенфіка»: 2010–11, 2013–14, 2014–15, 2015–16
- Володар Суперкубка Португалії (3):

«Бенфіка»: 2014, 2016, 2017
- Переможець Ліги Європи (2):

«Атлетіко Мадрид»: 2009–10, 2011–12
- Чемпіон Аргентини (1):

«Бока Хуніорс»: 2019–20
- Володар Кубка Аргентини (1):

«Бока Хуніорс»: 2020–21
- Переможець Суперкласіко де лас Амерікас: 2017